# Chris Makepeace
Christopher Makepeace (Montreal, 22 de abril de 1964) é um ex-ator do Canadá.

## Carreira
Iniciou sua carreira de ator em 1974, no especial The Ottawa Valley. O primeiro filme em que atuou foi Meatballs, de 1979, interpretando Rudy Gerner. Seu papel mais relevante foi o de Clifford Peache, no filme My Bodyguard, lançado no ano seguinte. A atuação de Makepeace agradou o crítico de cinema Roger Ebert, que referiu-se a Clifford como "um dos personagens adolescentes mais envolventes que vira no cinema há muito tempo". Ainda participou de The Last Chase (1981), com Lee Majors e Burgess Meredith.
Teve ainda outros papéis em séries e em outros filmes, porém não tendo o mesmo destaque. Seu último trabalho como ator foi em Short for Nothing, de 1998. Em 2001, Makepeace encerrou a carreira e virou assistente de direção.

## Filmografia
| Ano  | Título                     | Papel               | Notas                                                               |
| ---- | -------------------------- | ------------------- | ------------------------------------------------------------------- |
| 1974 | The Ottawa Valley          | n/a                 | Não creditado                                                       |
| 1979 | Meatballs                  | Rudy Gerner         | Filme                                                               |
| 1980 | My Bodyguard               | Clifford Peache     | Filme                                                               |
| 1981 | The Littlest Hobo          | Willie              | (série de TV de 1979) Episódio: "East Side Angels"                  |
| 1981 | The Last Chase             | Ring                | Filme                                                               |
| 1982 | Going Great                | Series Host         | (série de TV de 1982)                                               |
| 1982 | The Mysterious Stranger    | August Feldner      | Telefilme                                                           |
| 1982 | Mazes and Monsters         | Jay Jay Brockway    | Telefilme adaptado para a televisão CBS                             |
| 1983 | The Terry Fox Story        | Darrell Fox         | Telefilme                                                           |
| 1984 | The Oasis                  | Matt                | Filme                                                               |
| 1985 | The Falcon and the Snowman | David Lee           | Filme                                                               |
| 1985 | The Undergrads             | Dennis 'Jody' Adler | Telefilme                                                           |
| 1986 | Vamp                       | Keith               | Filme                                                               |
| 1987 | Captive Hearts             | Robert              | Filme                                                               |
| 1988 | Aloha Summer               | Mike Tognetti       | Filme                                                               |
| 1988 | Why on Earth?              | Franklin Smith      | Piloto de série de TV                                               |
| 1989 | The Jim Henson Hour        | Zeb Norman          | (série de TV de 1989) Episódios: "Science Fiction" e "Aquatic Life" |
| 1989 | The Hitchhiker             | Jeremy              | (série de TV de 1983) Episódio: "Power Play"                        |
| 1991 | Beyond Reality             | Anthony Bowen       | (série de TV de 1991) Episódio: "Miracle Worker"                    |
| 1996 | Memory Run                 | Andre Fuller        | Filme                                                               |
| 1996 | A Holiday for Love         | Joe Marsdon         | Telefilme                                                           |
| 1998 | Short for Nothing          | Glen                | Filme                                                               |
| 2001 | Full Disclosure            | Piloto              | Vídeo                                                               |